# Trofeo San José
El Trofeo San José, antiguamente conocido como Trofeo Iberdrola, es una prueba ciclista de Categoría amateur que se celebra en España en los alrededores de Ricobayo de Alba (provincia de Zamora). Fue creada en 1949 con el nombre de Trofeo Iberduero en referencia a la empresa Iberduero.
El Trofeo se disputa sobre un recorrido de 158,1 kilómetros. Desde Muelas del Pan pasan por la presa de Ricobayo y por las localidades de Zamora, Bermillo de Sayago, Villalcampo y Moralina de Sayago.
Ha contado con ganadores tan ilustres como Miguel Induráin, Antonio Martín Velasco o Jesús Hernández Úbeda.

## Palmarés
| Año              | Ganador                        | Segundo                 | Tercero                  |
| ---------------- | ------------------------------ | ----------------------- | ------------------------ |
| Trofeo Iberduero |                                |                         |                          |
| 1949             | Pedro Prieto                   |                         |                          |
| 1950             | Jorge Vallmitjana              |                         |                          |
| 1951             | Gervasio Martín                |                         |                          |
| 1952             | Pedro Prieto                   |                         |                          |
| 1953             | Adolfo Cruz                    |                         |                          |
| 1954             | Senen Blanco                   |                         |                          |
| 1955             | José Herrero                   |                         |                          |
| 1956             | José Herrero                   |                         |                          |
| 1957             | Roberto Morales                |                         |                          |
| 1958             | Carmelo Morales                |                         |                          |
| 1959             | Emilio Cruz                    |                         |                          |
| 1960             | Roberto Morales                |                         |                          |
| 1961             | Carmelo Morales                |                         |                          |
| 1962             | Julio Jiménez                  |                         |                          |
| 1963             | Julio Jiménez                  |                         |                          |
| 1964             | Antonio Barrutia               |                         |                          |
| 1965             | Julio Sanz                     |                         |                          |
| 1966             | Agustín Tamames                |                         |                          |
| 1967             | José Manuel Abelán             |                         |                          |
| 1968             | Juan Silloniz                  |                         |                          |
| 1969             | Fulgencio Sanchez              |                         |                          |
| 1970             | Agustín Tamames                |                         |                          |
| 1971             | Antonio Menéndez               |                         |                          |
| 1972             | Juan Zurano                    |                         |                          |
| 1973             | Enrique Martínez Heredia       |                         |                          |
| 1974             | Roberto Palavecino             |                         |                          |
| 1975             | Ángel López del Álamo          |                         |                          |
| 1976             | Santiago García                |                         |                          |
| 1977             | Feliciano Sobradillo           |                         |                          |
| 1978             | Jesús Hernández Úbeda          |                         |                          |
| 1979             | José Antonio Cabrero           |                         |                          |
| 1980             | Ángel Camarillo                |                         |                          |
| 1981             | José Luis Blanco               |                         |                          |
| 1982             | Fabián García                  |                         |                          |
| 1983             | José Luis Blanco               |                         |                          |
| 1984             | Miguel Indurain                |                         |                          |
| 1985             | Manuel Carrera                 |                         |                          |
| 1986             | Aurelio Robles                 |                         |                          |
| 1987             | Francisco Javier Quevedo       |                         |                          |
| 1988             | Miguel Ángel Serrano           |                         |                          |
| 1989             | Fernando Ferrero               |                         |                          |
| 1990             | Juan Carlos García             |                         |                          |
| 1991             | Antonio Martín Velasco         |                         |                          |
| 1992             | Juan Carlos Domínguez          |                         |                          |
| Trofeo Iberdrola |                                |                         |                          |
| 1993             | Óscar Aranguren                |                         |                          |
| 1994             | Miguel Ángel Martín Perdiguero |                         |                          |
| 1995             | José Javier Gómez              |                         |                          |
| 1996             | Ángel Castresana               |                         |                          |
| 1997             | Pedro Díaz Lobato              |                         |                          |
| 1998             | Sergio Villamil                |                         |                          |
| 1999             | Gonzalo Bayarri                |                         |                          |
| 2000             | Francisco José Lara            | Luis Murcia             | Luis Poyatos             |
| 2001             | Juan Olmo                      |                         |                          |
| 2002             | Juan Olmo                      |                         |                          |
| 2003             | Julio López                    |                         |                          |
| 2004             | Jordi Riera                    | Rodrigo García Rena     | Andoni Lafuente          |
| 2005             | Francisco Terciado             | Javier Linde            | Martín Mata              |
| 2006             | José Canovas                   | Manuel Jiéménez         | Jesús Pérez Priego       |
| 2007             | Andrés Avelino Antuña          | Gonzalo Zambrano        | Miguel Ángel Candil      |
| 2008             | Oriol Llesuy                   | Joseba Larralde         | Josué Gutiérrez          |
| 2009             | Enrique Salgueiro              | Antonio Miguel          | José de Segovia          |
| 2010             | David González Arribas         | Raul García de Mateos   | Enrique Salgueiro        |
| 2011             | Valery Kaykov                  | Peter van Dijk          | Arthur Ershov            |
| 2012             | Noel Martín                    | Jorge Martín Montenegro | José de Segovia          |
| 2013             | Raul García de Mateos          | Pedro Merino            | Noel Martín              |
| 2014             | Iván Martínez                  | José de Segovia         | Joaquín López            |
| 2015             | Vadim Zhuravlev                | Antonio Angulo          | Luís Mendonça            |
| 2016             | Jorge Martín Montenegro        | Daniel Sánchez          | Óscar Hernández          |
| 2017             | Pedro Merino                   | Manuel Sola             | Nicolas Sessler          |
| 2018             | Iván Martínez                  | Martín Lestido          | Antonio Soto             |
| Trofeo San José  |                                |                         |                          |
| 2019             | Noel Martín                    | Jordi López             | Jorge Martín             |
| 2020             | Vicente Hernáiz                | Raúl García Pierna      | Miguel Ángel Ballesteros |
| 2021             | Calum Johnston                 | Claudio Clavijo         | Diego Uriarte            |
| 2022             | Pablo García                   | Noel Martín             | Francisco García Rus     |
| 2023             | Jason Huertas                  | David Domínguez         | Francisco García Rus     |

## Palmarés por países
| País        | Victorias |
| ----------- | --------- |
| España      | 70        |
| Rusia       | 2         |
| Argentina   | 1         |
| Reino Unido | 1         |
| Costa Rica  | 1         |